# Thành viên Hội Vương thất
Thành viên Hiệp hội Vương thất là giải thưởng dành cho các cá nhân mà Hội Hoàng gia (Royal Society) đánh giá là "đóng góp đáng kể vào việc nâng cao kiến thức tự nhiên, bao gồm toán học, khoa học kỹ thuật và khoa học y khoa" . Giải thưởng dành cho đối tượng khác nhau với các viết tắt theo tiếng Anh là:
- FRS: Fellowship of the Royal Society, thành viên Hiệp hội;
- ForMemRS: Foreign Member of the Royal Society, thành viên nước ngoài;
- HonFRS: Honorary Fellowship of the Royal Society, thành viên danh dự.

Giải thưởng Thành viên Hiệp hội Vương thất đã được tờ The Guardian mô tả là "tương đương với một giải Oscar thành tựu trọn đời"  với một số tổ chức lễ công bố của họ mỗi năm .